# ولیکه گراخوئشه
ولیکه گراخوئشه (اسلوونیایی: Velike Grahovše) یک زیستگاه انسانی در اسلوونی است که در Lower Styria واقع شده‌است.

## خصوصیات
ولیکه گراخوئشه ۴٫۵۶ کیلومترمربع مساحت و ۱۴۸ نفر جمعیت دارد و ۵۵۷٫۵ متر بالاتر از سطح دریا واقع شده‌است.